# Smart Proxy
Smart Proxy bezeichnet im digitalen Videoschnitt die Technik hochauflösendes Videomaterial automatisch während der Bearbeitung durch eine niedrig aufgelöste Kopie zu ersetzen, um so ein schnelleres Arbeiten zu ermöglichen.

## Details
Abhängig von der Rechenleistung und dem Format des Rohmaterials hinsichtlich Bildauflösung und Datenkompression kann so viel Zeit zum decodieren der Rohdaten benötigt werden, dass ein flüssiges Arbeiten in der Timeline in Echtzeit nicht mehr möglich ist. Um die dadurch anfallenden Wartezeiten für den Benutzer zu reduzieren, wird daher von einigen Videoschnittprogrammen die Smart Proxy Technik eingesetzt.
Hierbei wird das Rohmaterial zusätzlich in ein Format geringerer Auflösung umgerechnet, gespeichert und nur für die Anzeige der Vorschaubilder verwendet, wodurch diese flüssiger dargestellt werden können und das Video besser editierbar wird.
Die mindere Qualität der Vorschaudaten hat keinen Einfluss auf das Endergebnis der Bearbeitung, da die finale Fassung nach wie vor aus den höherwertigen Rohdaten zusammengesetzt wird.
Die Erstellung der Vorschaudaten benötigt allerdings einmalig zusätzliche Rechenzeit und Speicherplatz vor dem eigentlichen Beginn der Arbeiten.